# Супракристална раван
Супракристална раван (лат. planum supracristlis) је попречна анатомска раван која се налази у највишем делу карлице, илијачном гребену,  која у анатомији и клиничкој пракси служи за ближе одређивање положаја појединих органа на телу.

## Анатомија
Супракристална раван је анатомска попречна раван која лежи у горњем делу карлице, на илијачном гребену, који је у нивоу 4 слабинског пршњена (Л4), и која пролази кроз пупчану регију и леви и десни слабински (лумбални) регион.

## Клинички значај
Супракристалну раван клиничари користити као оријентир за неколико грана нерава,  и као приближни маркер за пупак (пупак). Такође се користи као граница између доњег (левог и десног) и горњег (левог и десног) квадранта трбуха (где се вертикална средња линија дели лево и десно).
То је такође ниво где се трбушна (абдоминална) аорта рачва у леву и десну заједничку илијачну артерију и непосредно изнад споја заједничке илијачне вене.
Може помоћи и у идентификацији нивоа Л4/Л5 у коме се може урадити лумбална пункција.